# Adrian Frontzek
Adrian Frontzek (* 21. Februar 1998 in Kirchheim bei Erfurt) ist ein deutscher Schauspieler.

## Leben
Frontzek, dessen Schwestern Lisanne und Kathleen ebenfalls Schauspielerinnen sind, gab sein Schauspieldebüt 2005 in der Fernsehserie Unsere zehn Gebote. In den folgenden Jahren sah man ihn in Fernsehfilmen wie Die Hitzewelle – Keiner kann entkommen und Plötzlich Millionär. Außerdem moderierte er die KiKA Sommertour 2008. Seine bisher letzte Rolle hatte er in dem Kurzfilm Morgen gibt es Fisch im Jahr 2011.

## Filmografie
- 2005–2006: Unsere zehn Gebote (Fernsehserie)
- 2007: Ein Engel für alle (Fernsehserie, eine Episode)
- 2007: Mädchen
- 2008: Familie wider Willen
- 2008: Der Mauerfall
- 2008: Die Hitzewelle – Keiner kann entkommen
- 2008: Plötzlich Millionär
- 2009: Der Teufel mit den drei goldenen Haaren
- 2009: Siebenstein (Fernsehserie, eine Episode)
- 2011: Morgen gibt es Fisch